# Anneke Sluiters
Anneke Sluiters (1987, Venlo) is een Nederlandse actrice. Ze speelt sinds september 2022 de rol van Carolien Verbeek in de tv-serie Flikken Rotterdam.
Sluiters studeerde in 2012 af aan de Hogeschool voor de Kunsten Utrecht. Ze stond voor onder meer Artemis en mugmetdegoudentand op het toneel. Voor Tweetakt maakte ze in 2013 de voorstelling HORROR, samen met Willemijn Zevenhuijzen. In 2014 volgde de solovoorstelling Lucifers. In de theatervoorstelling Hufterproof, part 1 speelde ze de hoofdrol naast Tim Schmidt.
Sluiters speelde in de films Wiplala, Penoza en Tulipani. In 2021 was ze te zien in de Videoland-film De Sterfshow. Een jaar later, in 2022, speelde ze een hoofdrol in de film Splendid Isolation.

## Filmografie

### Film
- 2013: Het meisje aan de overkant, als Isa
- 2014: In jouw naam, als zus Heleen
- 2014: Wiplala, als zuster Laura
- 2017: Tulipani: Liefde, eer en een fiets, als Ria
- 2017: Ons aller onkruid, als Mirthe
- 2021: Hotel Poseidon, als Nora
- 2021: De Sterfshow, als Nasha
- 2022: Splendid Isolation
- 2024: Witte Wieven, als Frieda

### Televisie
- 2013: Penoza, als Janica
- 2014: Suspicious Minds, als Stephanie
- 2018: LOIS, als Maaike Scholten
- 2019: Bad Influencer, als Betty
- 2022: Van der Valk, als Anna Paglia
- 2022-2023: Flikken Rotterdam, als Carolien Verbeek
- 2025: Arcadia, seizoen 2, als Elza Marks